# 富樫泰高
富樫 泰高（とがし やすたか）は、室町時代中期から戦国時代にかけての武将・守護大名。富樫氏17・19・24代当主。加賀国守護。

## 生涯
富樫満春の三男として誕生。当初は醍醐寺の喝食であったが嘉吉元年（1441年）、兄・教家が6代将軍・足利義教の逆鱗に触れて蟄居したため、還俗して家督を継ぎ、泰高と名乗った。しかし、足利義教が赤松満祐に暗殺されると（嘉吉の乱）、教家が畠山持国を後ろ盾にして家督の返還を要求、泰高は拒否して管領・細川持之を後ろ盾にして富樫家を二分とする内乱を生じさせた（加賀両流文安騒動）。
細川持之が管領を辞すと畠山持国が管領に就任し、加賀守護は教家の子・成春となった。しかし、泰高は加賀からは退去せず、在地勢力を味方につけて頑強に教家・成春派に抵抗した。
文安2年（1445年）、一時勢力を失っていた泰高だったが、彼を後援していた細川勝元が管領に就任すると、状況は一変し、教家一派を追放することに成功した。結局6年間の内乱の末、加賀を二分してそれぞれ半国の守護を分け合うことで合意した。この内乱の最中、加賀守護だった斯波満種の子・持種が泰高方に武力介入している。また、長禄2年（1458年）に赤松政則が加賀北部半国の守護になっている。
寛正3年（1462年）、成春が病死したことで再び加賀一国の守護となるが、2年後の寛正5年（1464年）に幕府に求めた隠居が許可され、家督は成春の子・政親が継いだ。
しかし、その24年後の長享2年（1488年）、政親が加賀一向一揆によって自害すると、一向一揆により擁立される。実際の加賀支配権は蓮如の三人の子に握られ、傀儡の当主とされていたが、国内の荘園を押領して独自の権力の強化に努めた。
明応2年（1493年）、明応の政変を避けて越中国放生津へ下向した足利義稙の許へ馳せ参じている。
永正元年（1504年）3月5日に善性寺宛へと発布された加賀守護富樫稙泰書下には既に泰高は亡くなっているため、亡くなったのはそれより前である。子・泰成は早世していたため、孫・稙泰が家督を継いだ。